# جنگ مقدس
جنگِ مقدّس اصطلاحی به معنای جنگی است که از نظر مذهبی جنگ در راه درستی و مقدس قلمداد می‌شود.

## دوران باستان
عمل تعریف جنگ به عنوان نبرد عدالت از نظر دینی، پدیده ای است که از خلقت تاریخ بشریت دیده می‌شود. اعتقاد بر این است که در جهان مدیترانه و عصر هلنیستی، از زمان سومر در خاور نزدیک باستان جنگ بین دولت‌های شهری، جنگی بین خدایان نگهبان شهر است که، صاحبان نهایی شهر، قلمداد می‌شدند. در قدیم جنگ و غلبه بر دشمنان را صرفاً پیروزی در منافع دنیایی نمی‌دانستند، بلکه تصورشان بر این بود که به نیابت به خدایی که به آنها اعتقاد دارند جهت نابودی شر و بی عدالتی روی زمین عمل می‌کنند و با این تصور درصدد توجیه جنگ بودند.
جنگ بر سر منافع مقدسات و معابد در اتحادیه آمفیکتونیک در یونان باستان «جنگ‌های مقدس» (جنگ مقدس) نیز خوانده می‌شود.

## در یهود و مسیحیت
حتی در کتاب مقدس عبری (عهد عتیق)، که یک کتاب مقدس یهودی است که توسط عبرانیان (یهودیان) ایجاد شده‌است، خدا (یهوه) خدایی است که از ارتش عبری محافظت می‌کند، و عبرانیان دشمن را شکست می‌دهند و شرارت می‌کنند. یک وظیفه الهی تعیین شده توسط خدا (قانون به شما می‌گوید «همسایگان خود را دوست بدار، از دشمنان خود متنفر باش» در فصل ۵:۴۳ عهد عتیق). این ایده با ایده آخرالزمانی ترکیب می‌شود تا ایده جنگ نهایی بین خدا و شیطان (آرماگدون) و «مکاشفه یوحنا» در عهد جدید ایجاد شود. همچنین، سخنان خداوند که نبرد را برای نابودی خدایان متعلق به پیامبران عهد عتیق القا می‌کند، ایده جنگهای صلیبی را در مسیحیت ایجاد کرد و به موتور محرکه گسترش مسیحیت در سراسر جهان تبدیل شد. پس از آن، جامعه بین‌المللی مسیحی در اروپا اندیشه جنگی درست و اندیشه حقوق بین‌الملل را ایجاد کرد و به تدریج دیدگاه جنگ را سکولار کرد.

## اسلام
در اسلام جنگ مقدس جهاد نام دارد.

## در ژاپن
در ژاپن مدرن، اصطلاح جنگ مقدس به‌طور مکرر از جنگ دوم چین و ژاپن شروع به استفاده شد، و هنگامی که سایتو تاکائو در سخنرانی شورشیان مقدس بودن جنگ را مورد انتقاد قرار داد، لیگ اعضای دایت ملی که از پیگرد قانونی دفاع مقدس حمایت می‌کنند شکل گرفت. جنگ اقیانوس آرام نیز که با هدف آزادسازی شرق آسیا از دست قدرت‌های بزرگ درگرفت «جنگ مقدس» نامگذاری شد. کلیسای متحد مسیح در ژاپن اعلامیه «نامه ارسال شده توسط کلیسای متحد مسیح در ژاپن به مسیحیان در منطقه مشترک رونق آسیای شرقی بزرگ» را اعلام و همکاری کرد. پس از شکست در جنگ جهانی دوم این کلیسا اعلامیه اعتراف به مسئولیت کلیسای متحد مسیح در ژاپن در طول جنگ جهانی دوم را صادر کرد. هم چنین در جهان بودایی، بسیاری از بودایی‌ها جنگ را به عنوان یک جنگ مقدس با روحیه بودایی تأیید کردند. به عنوان نمونه، برایان اندرو ویکتوریا، مبلغ پیشین و کشیش بودایی فرقه سوتو، اظهارات تأییدی جنگ بسیاری از راهبان ذن، از جمله سوزوکی دایستسو تیتارو را معرفی و از آن انتقاد کرده‌است.